# Jenő Jendrassik
Jenő Lipot András Jendrassik (niem. Andreas Eugen Jendrassik, ur. 18 listopada 1824 w Kapnikbánya, okręg Marmarosz, zm. 3 marca 1891 w Budapeszcie) – węgierski lekarz, fizjolog i filozof.

## Życiorys
Jenő Jendrassik urodził się 18 listopada 1924 roku (spotykane też daty 15 listopada 1829 i 1825)  w Kapnikbánya w okręgu Marmarosz w Siedmiogrodzie. Jego ojciec, którego przodkowie pochodzili z Moraw, był właścicielem kopalni. Jendrassik uczęszczał do franciszkańskiej szkoły w Nagybánya (Baia Mare). Ponieważ był bardzo zdolnym uczniem, został wysłany do Uniwersytetu w Peszcie. Zgodnie ze swymi zainteresowaniami studiował matematykę, fizykę i filozofię. Jego ulubionymi filozofami byli Seneka i Goethe, których twórczość miała wpłynąć na jego życie. Następnie zaczął studia prawnicze, które jednak wkrótce porzucił. Później przez krótki czas uczęszczał na wykłady z anatomii.
W 1847 roku został studentem wydziału medycznego Uniwersytetu Wiedeńskiego. Pracował nawet jako asystent chirurga, ale po pewnym czasie doszedł do wniosku że woli zajmować się teorią. Jako uczeń pracował w Instytucie Fizjologii Brückego, a później w laboratorium Ludwiga w Lipsku. W 1853 roku ukończył studia. W 1855 Jendrassik musiał wrócić do Siedmiogrodu, ponieważ wybuchła tam epidemia cholery i brakowało lekarzy w kraju.
Trafił tam 11 lipca 1857 i zgodnie ze swoją specjalnością został wybrany profesorem w Instytucie Chirurgii Medycznej w Kolozsvár, otrzymując uprawnienia do wykładania patologii, farmakologii, anatomii opisowej i medycyny sadowej. Gdy w 1860 roku Czermak zostawił wakat na Uniwersytecie w Peszcie (w związku ze swoją słabą znajomością węgierskiego), Jenő Jendrassik zastąpił go na tym stanowisku.
W pracy na uczelni, Jendrassik przykładał wagę do poprawności językowej, próbował też znaleźć węgierskie odpowiedniki dla wielu medycznych terminów. W swoim tłumaczeniu prac oftalmologicznych Helmholtza zamieścił appendix, w którym podał nowe określenia i swoje definicje do terminów użytych w tekście, które do dziś są na Węgrzech w użyciu. Doceniał też rolę matematyki i jako pierwszy wykładał fizykę medyczną jako samodzielny przedmiot w latach 1871-78. W 1879 roku Loránd Eötvös zlikwidował katedrę fizyki medycznej z powodów finansowych.
Za kadencji Jendrassika Instytut Fizjologii osiągnął poziom porównywalny z zachodnimi uczelniami. Uroczyste otwarcie zreorganizowanego Instytutu, z naukowymi demonstracjami i pokazami, odbyło się 20 maja 1876 roku.

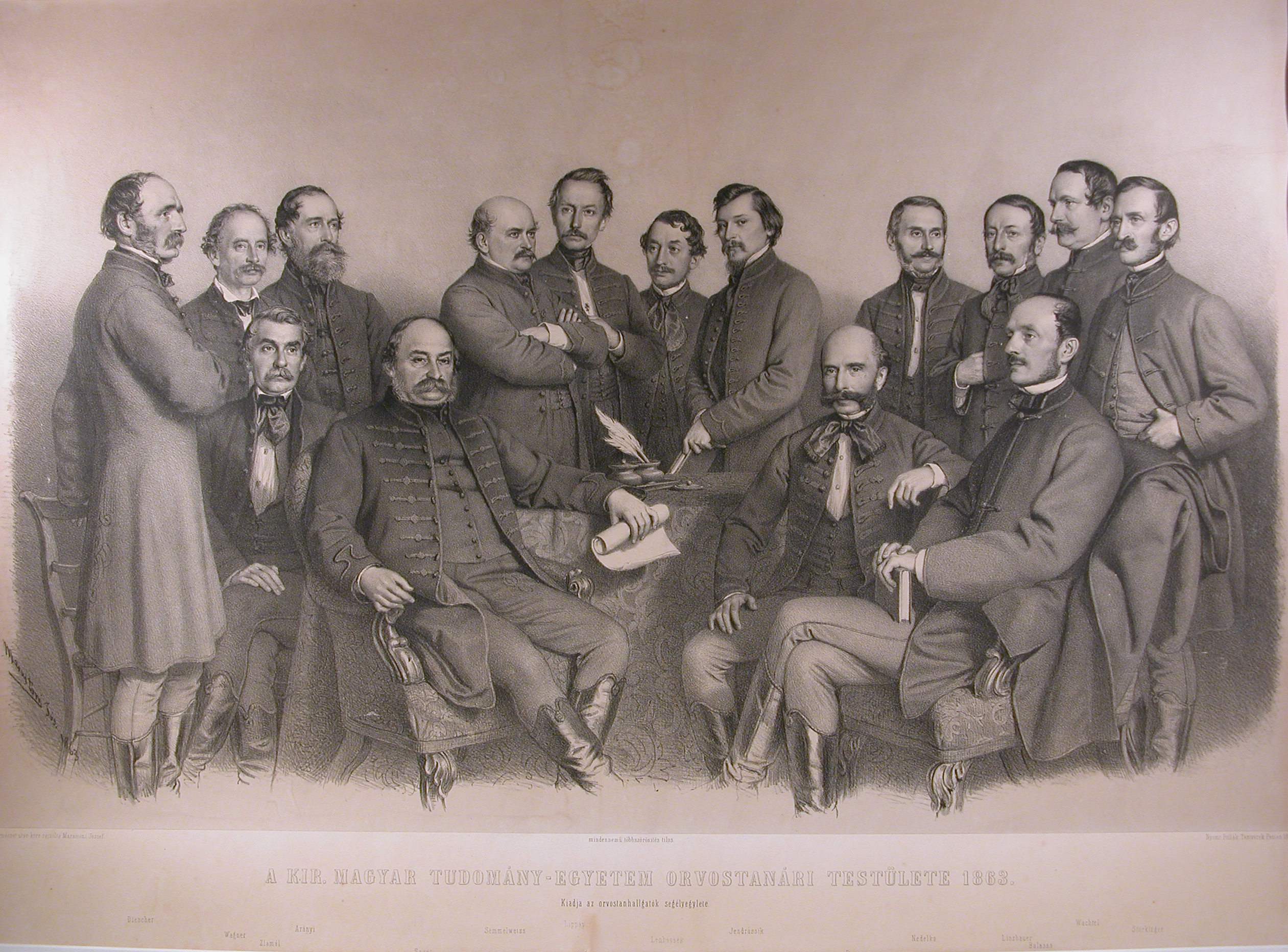
Profesorowie wydziału medycznego Uniwersytetu w Peszcie w 1863 roku na litografii Józsefa Marastoniego. Jendrassik dziewiąty z lewej

Obok obowiązków akademickich Jendrassik pełnił też funkcje administracyjne na swojej uczelni: przez dwie kadencje był dziekanem, przez jedną sekretarzem wydziału medycznego. Został członkiem korespondentem Węgierskiej Akademii Nauk w 1863 roku i członkiem rzeczywistym w 1880.

## Dorobek naukowy

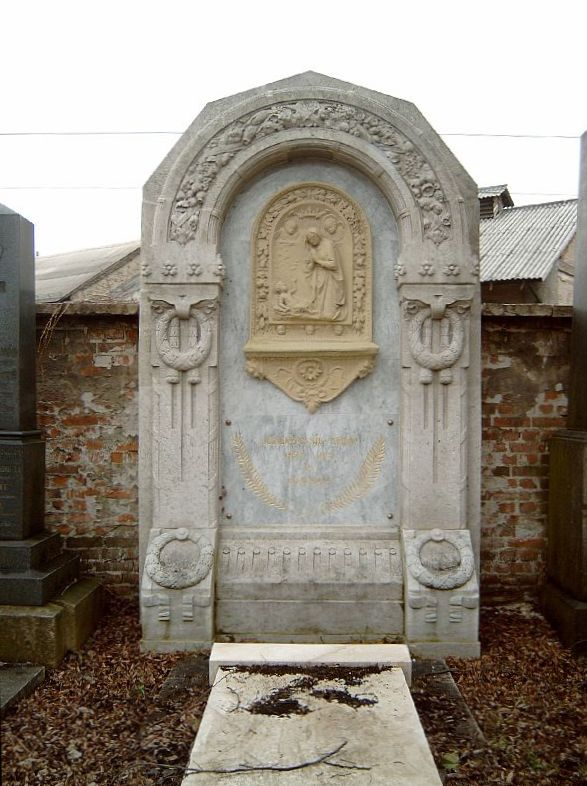
Grób Jenői Ernő Jendrassików w Budapeszcie

Głównym polem zainteresowań Jendrassika była fizjologia mięśni; badał przemiany chemiczne zachodzące w pracujących mięśniach, a także, w oparciu o prace Pflügera, podatność mięśni i korelacje między intensywnością i jakością skurczu a rodzajem działającego bodźca. Asystentem Jendrassika był fizjolog Kálmán Balogh, który pod jego wpływem, a także Ludwiga, przedstawił w tym czasie wiele interesujących prac. Napisał też pierwszy węgierski podręcznik fizjologii.
Uczniami Jendrassika byli między innymi Kálmán Balogh, Aurél Török, Lajos Thanhoffer, Imre Regéczi i Nándor Klug, wywarł również wpływ na Ferenca Tangla, Sándora Korányiego, i własnego syna Ernő Jendrassika, który został neurologiem.
Zmarł 3 marca (błędna data 4 marca) 1891 roku.

## Prace
- Ueber die Ursachen der in den quergestreiften Muskeln unter der Einwirkung constanter Ströme auftretenden Strömungserscheinungen. Archiv für Physiologie: 300-341 (1879)
- Ueber die Ursachen der in den quergestreiften Muskeln unter der Einwirkung conetanter Ströme auftretenden- Strömungserscheinungen. Arch f Anat u Physiol Jahrg 1879. 300 (1879)
- Erster Beitrag zur Analyse der Zuckungswelle der quergestreiften Muskelfaser. Archiv für Anatomie, Physiologie und wissenschaftliche Medicin: 513-597 (1874)
- Das neue physiologische Institut an der Universität zu Budapest. Budapest: Kön. Ung. Universitäts-Buchdruckerei (1877)
- Institut Physiologique de Buda-Pest. [w:] Les Hautes Études Pratiques dans les Universités d’Allemagne et d'Austriche-Hongrie, Deuxième Rapport: Berlin-Budapest-Graz-Leipzig-Muenchen, Adolphe Wurtz (red.), 88-103. Paris: G. Masson 1882